# 善照寺 (松戸市)
善照寺（ぜんしょうじ）は、千葉県松戸市にある真言宗豊山派の寺院。

## 歴史
創建年代は不明である。元々は相模台（現在の松戸中央公園や聖徳大学がある高台）に位置していたが、1611年（慶長16年）に現在地に移転した。
山門に入って真正面にある堂宇は「不動堂」である。安置されている不動明王像は「火伏不動」と呼ばれている。なお本堂は山門に入って右の堂宇である。
本堂前に鎮座している布袋像は、「松戸七福神」の一つである。

## 交通アクセス
- 松戸駅より徒歩5分。